# Nikker (folklore)

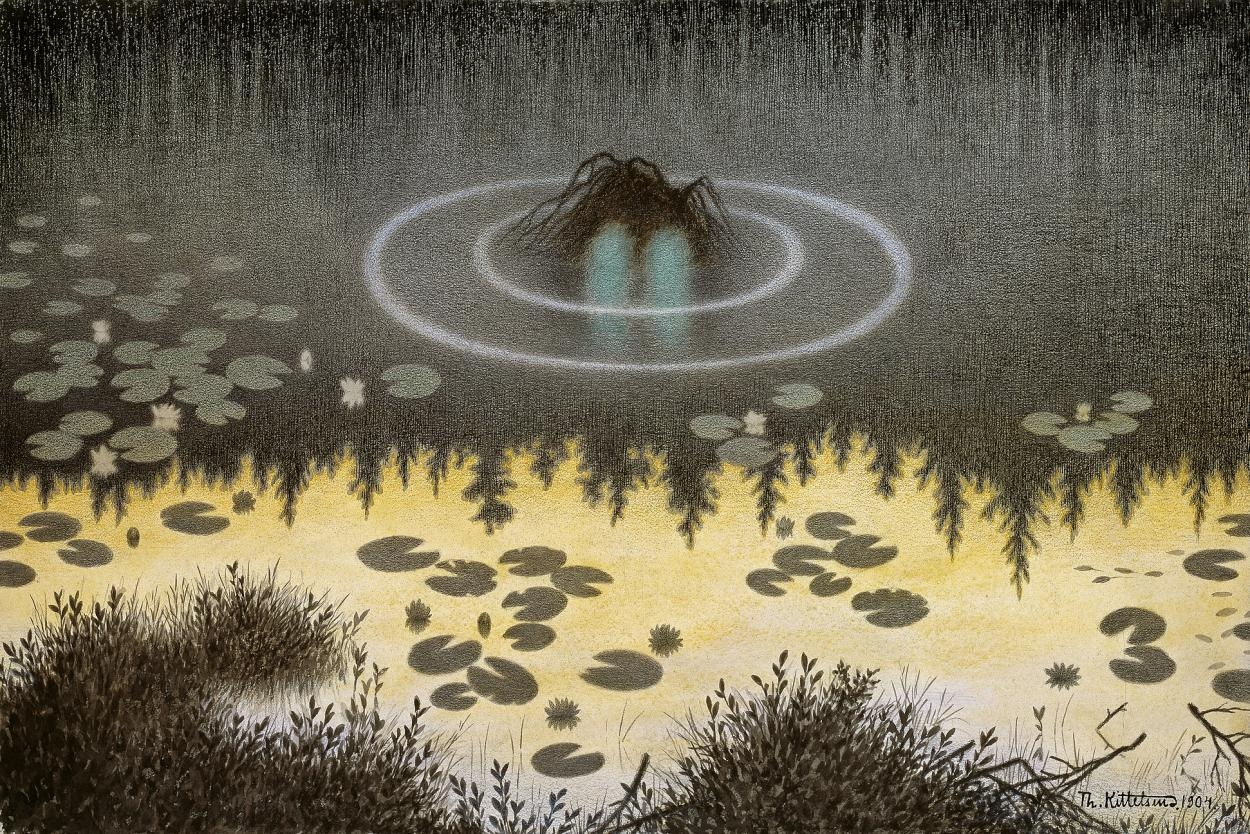
Nøkken, Theodor Kittelsen

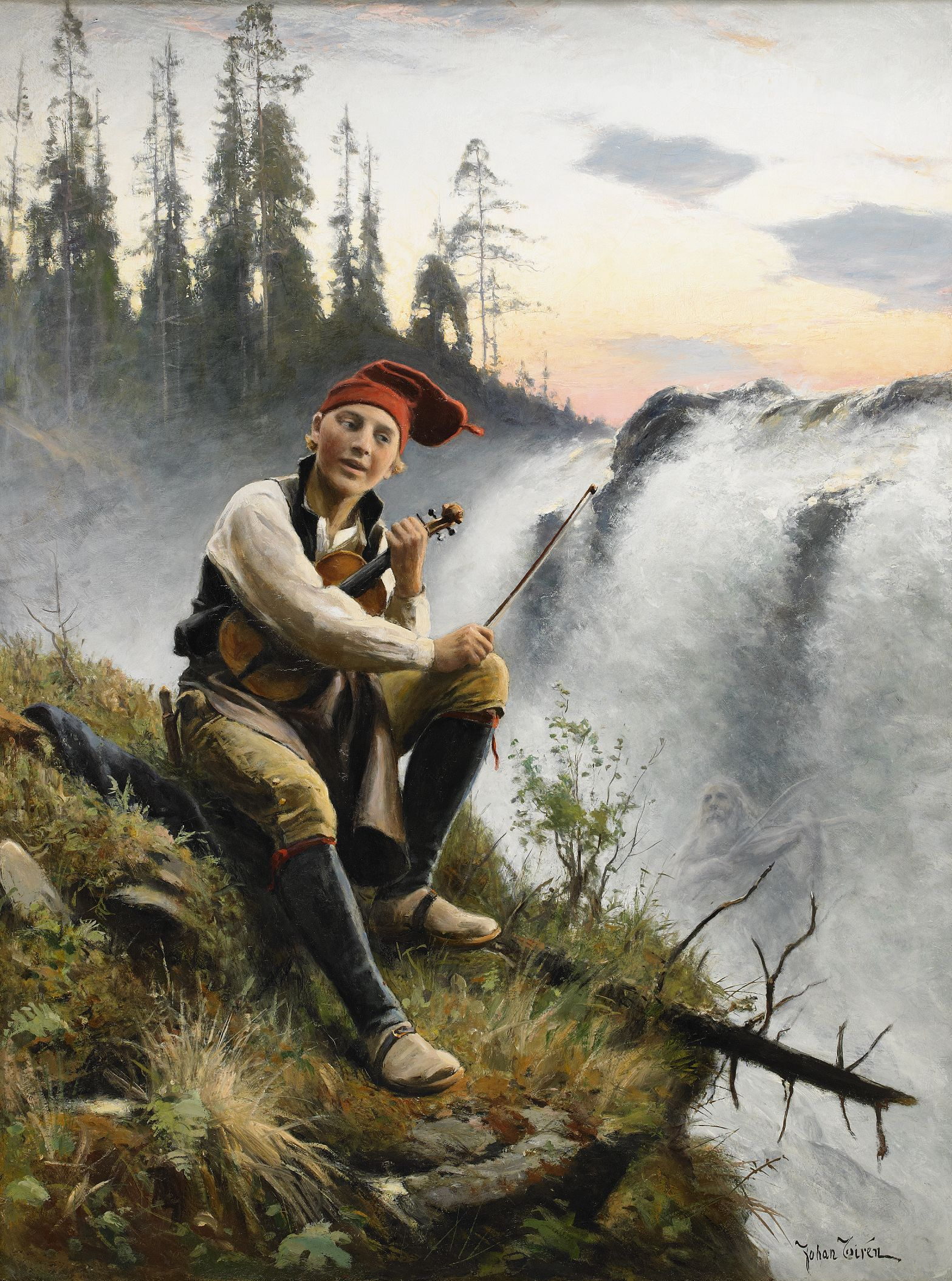
Näcken, Johan Tirén

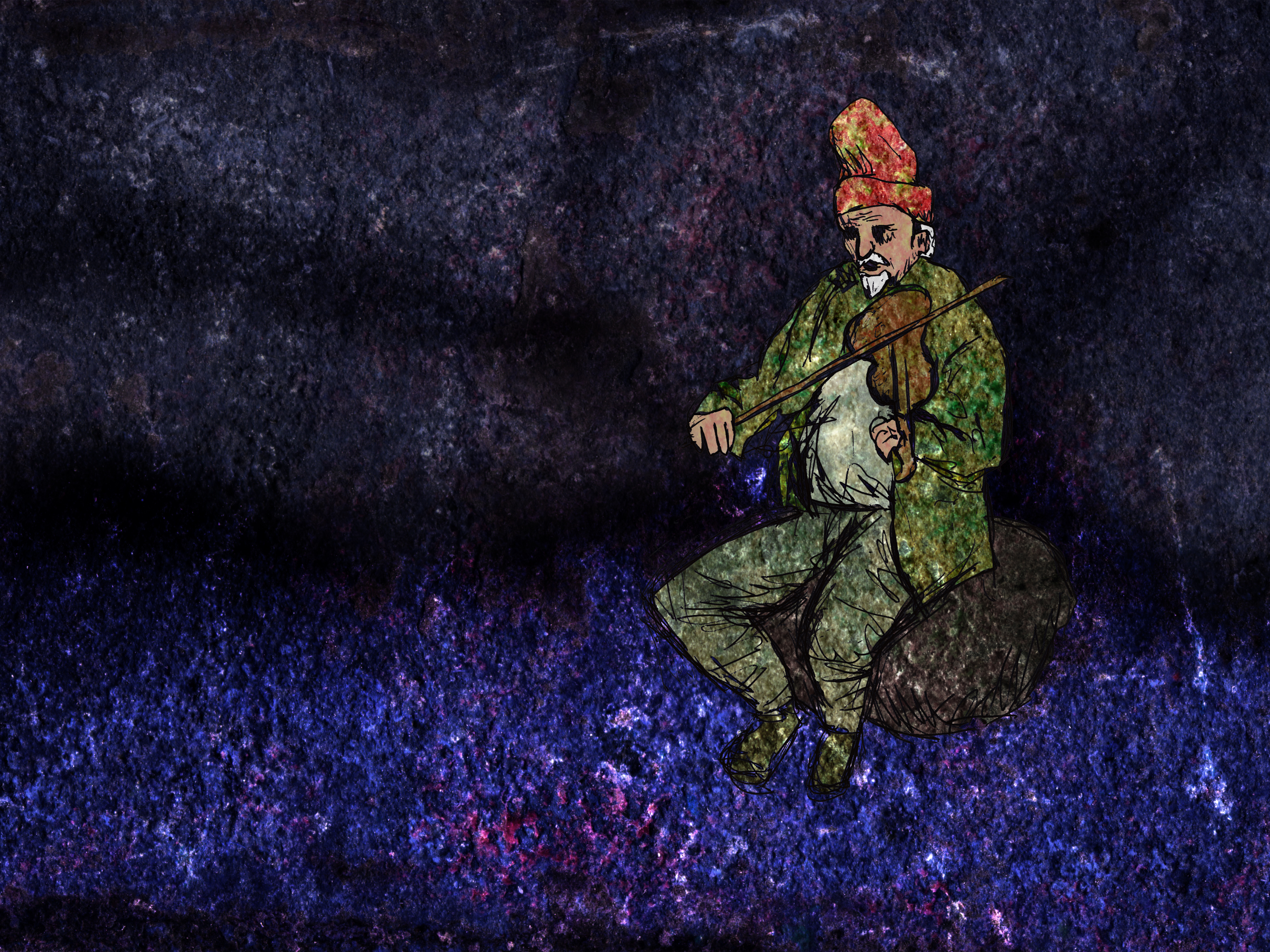
Strömgubben, Strömkarlen of Fossegrimmen uit de Zweedse folklore, Gunnar Creutz, Falbygdens museum

Een nikker, nicker, nekker of necker, ook nix genoemd, is een wezen uit het volksgeloof, dat ook wel voorkomt als een waterman of waterduivel en vooral als kinderschrik bekendheid genoot.

## Waterman
In middeleeuwse literatuur komt de nikker in verschillende verschijningen en karakters voor. Zo geeft het Visboeck van Adriaen Coenen, geschreven tussen 1577 en omstreeks 1581, hiervan een voorbeeld. Er is sprake van 'geesten of goede duvelen' die men in Coenens jaren kwalificeerde als 'hoefsen of hoofgen Nickers'. Die door Coenen vermelde wezens waren, naar uit zijn tekst blijkt, weliswaar plagerig, maar daarnaast hulpvaardig van geest en opgewekt van aard. De door hem gebruikte bijvoeglijke naamwoorden 'hoefgen' of 'hoofgen' wijzen daarop. De twee voornoemde Middelnederlandse bijvoeglijke naamwoorden geven aan dat de bewuste nikkers - in een menschengedaente, schrijft Coenen - wellevend waren en beschaafd.
Uit het Visboeck kan verder worden opgemaakt dat de nikker leefde in de zee want, nadat hij de mensen, groot en klein, had vermaakt, floot en schaterde hij alsof hij lachte, waarna hij vervolgens terug dook in het zeewater. Daarnaast treft men in 16e- en 17e-eeuwse literatuur zekere vermeldingen aan van nikkers die als boosaardige wezens worden aangemerkt.
Ook Richard Wagner laat Alberich in "Das Rheingold" de Rheintöchter, die meestal op het toneel als zee-, of althans riviermeerminnen worden uitgebeeld, als 'Nicker' aanduiden.
Te Mechelen leeft de sage voort in De Nekker en station en wijk Nekkerspoel, hier heeft Sint Rombout de nikker overwonnen. In de binnenstad van Delft is de Nickersteeg naar dit wezen vernoemd. In Gent vind je dan weer de Nekkersputstraat.
De nikker komt vooral voor als kinderschrik, die kinderen in het water trok en zich meester maakte van drenkelingen. Dit is ook het geval in de Nederlandse Kempen waar men sprak van het Nekkermenneke, een watergeest die met zijn haak kinderen in waterputten zou trekken. Het Kempense Bladel kent een gelijknamig eetcafé wat herinnert aan deze lokale legende.

## Etymologie
De Nikker wordt ook wel in het Engels ook wel neck of nixie, in het Duits Nix of Nixe en in het Deens nøkken genoemd..
De herkomst van het woord nikker in de betekenis van 'donkergekleurde persoon' leidt soms tot misverstanden. Oudere woordenboeken noemen het - op gezag van de gebroeders Grimm - een leenwoord van het Engelse nigger, waarvan de Nederlandse vorm mogelijk is geëvolueerd naar nikker onder invloed van het oudere Nederlandse nikker (het volksgeloof). Tegenwoordig gaat men ervan uit dat het om een woord gaat, waarvan de betekenis is verschoven onder invloed van nigger. Zwarte mensen of negers werden aanvankelijk vergeleken met nikkers; vanaf het begin van de 19e eeuw werd het woord nikker een denigrerende aanduiding voor zwarte mensen. Dit in navolging van het Engels. Volgens de Oxford Dictionary dateert de eerste vermelding van het woord nigger in beledigende zin uit 1775.

## Afbeeldingen

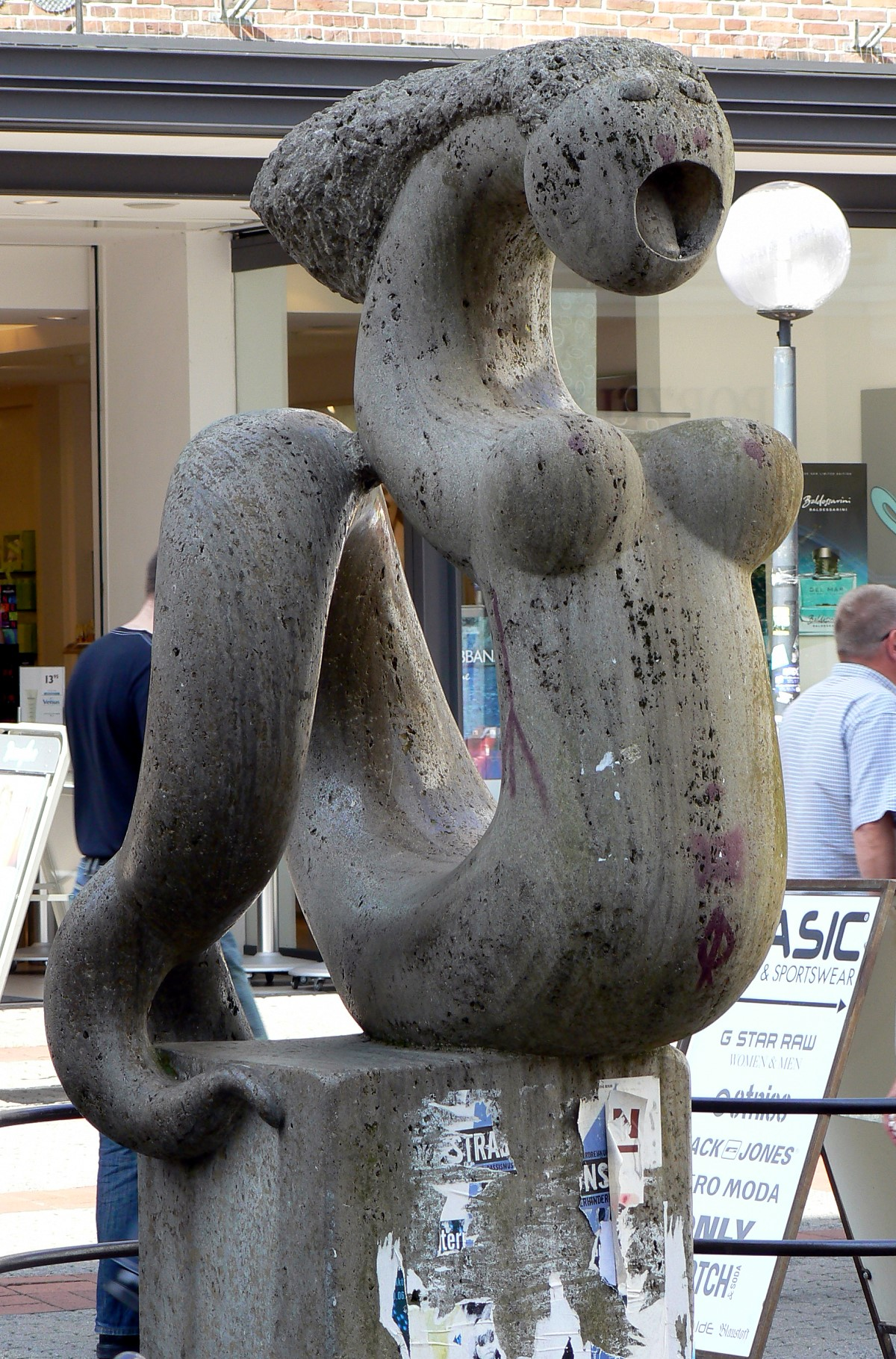
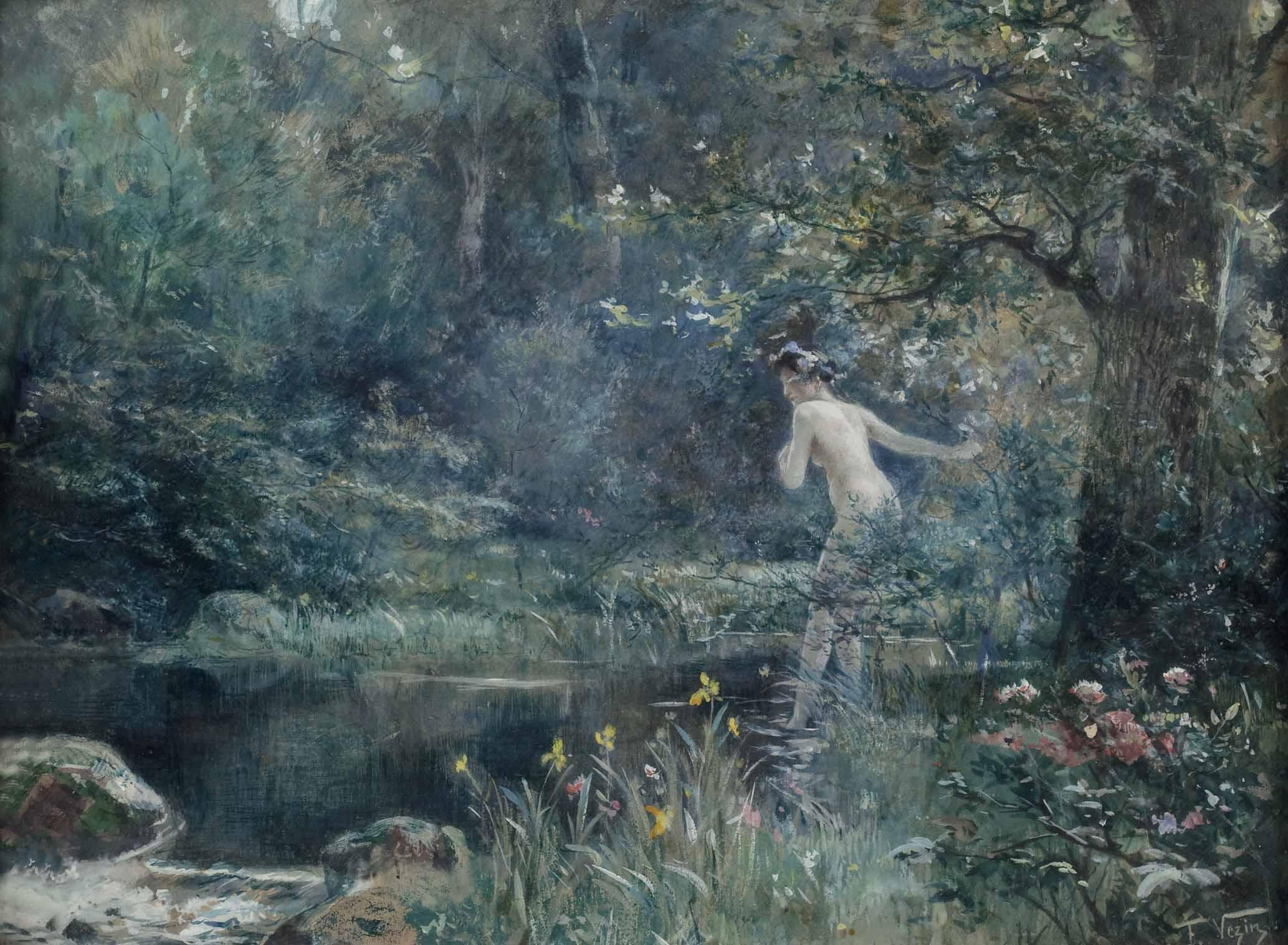
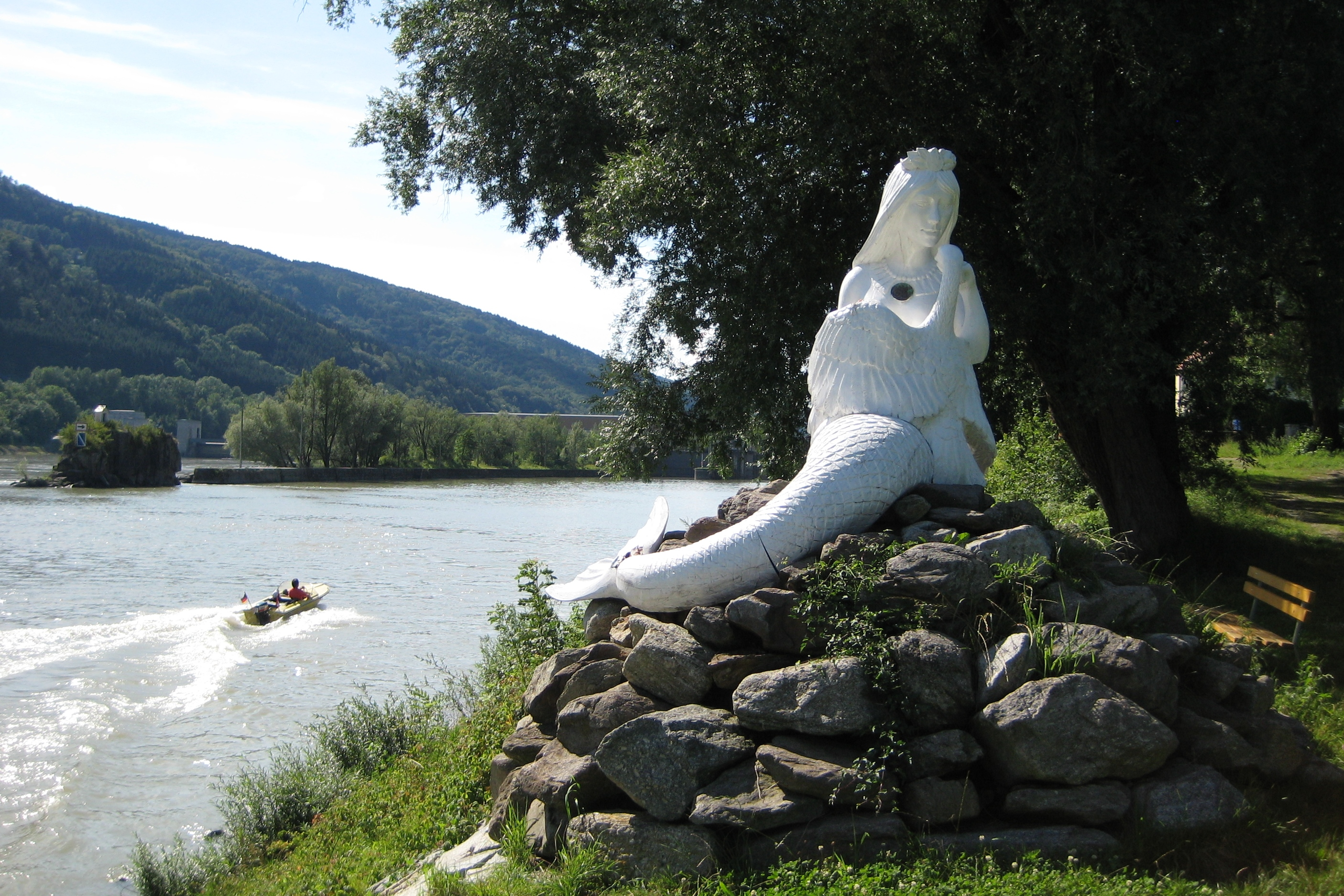
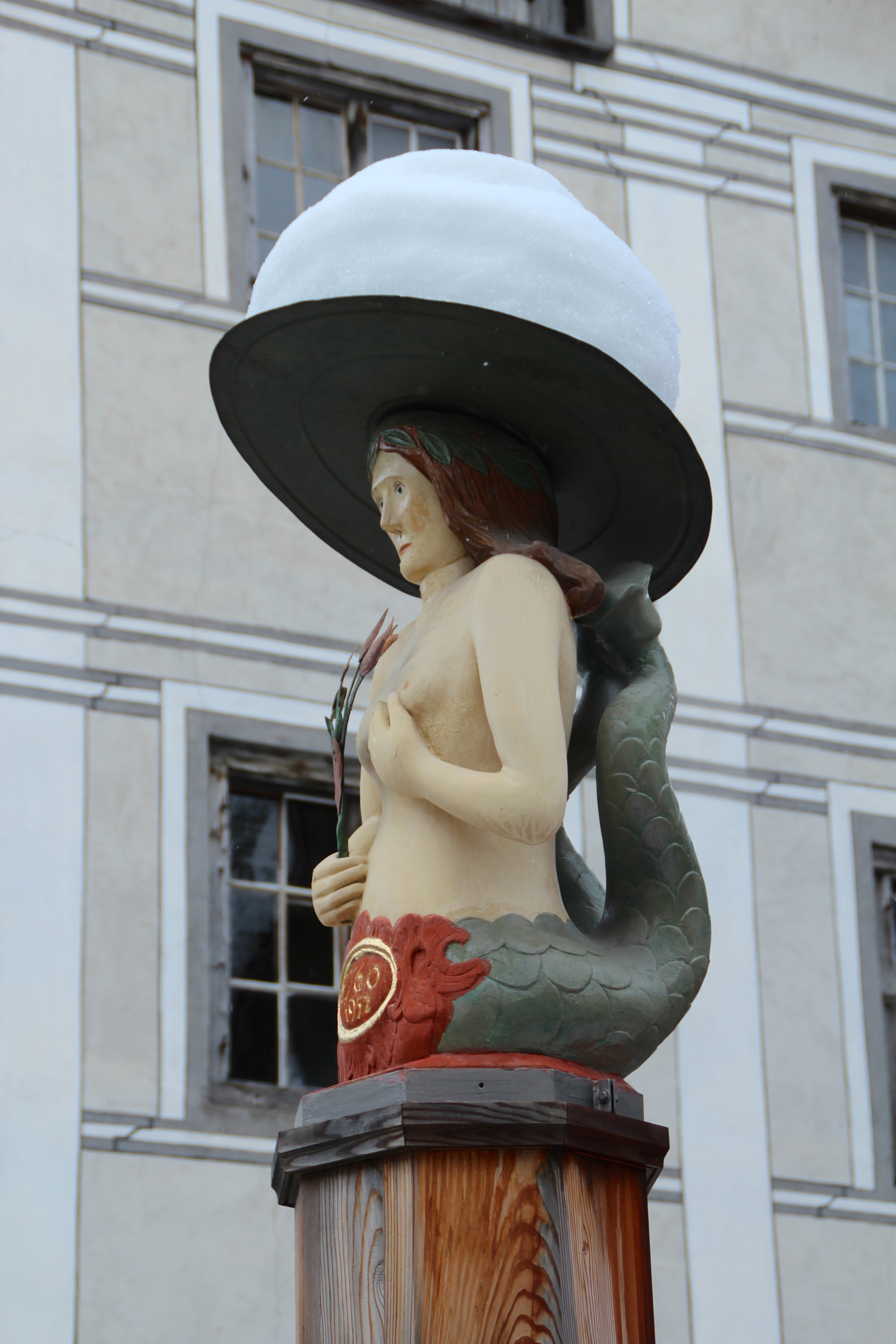
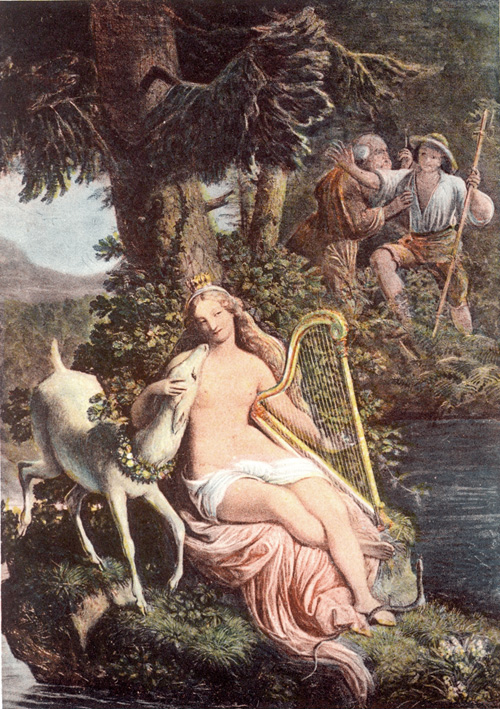
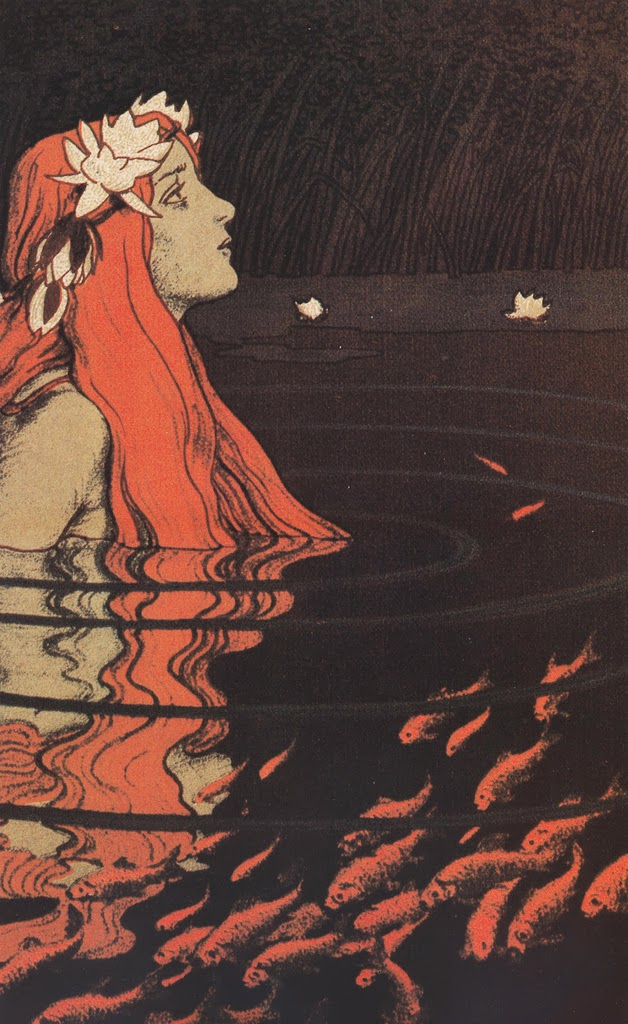
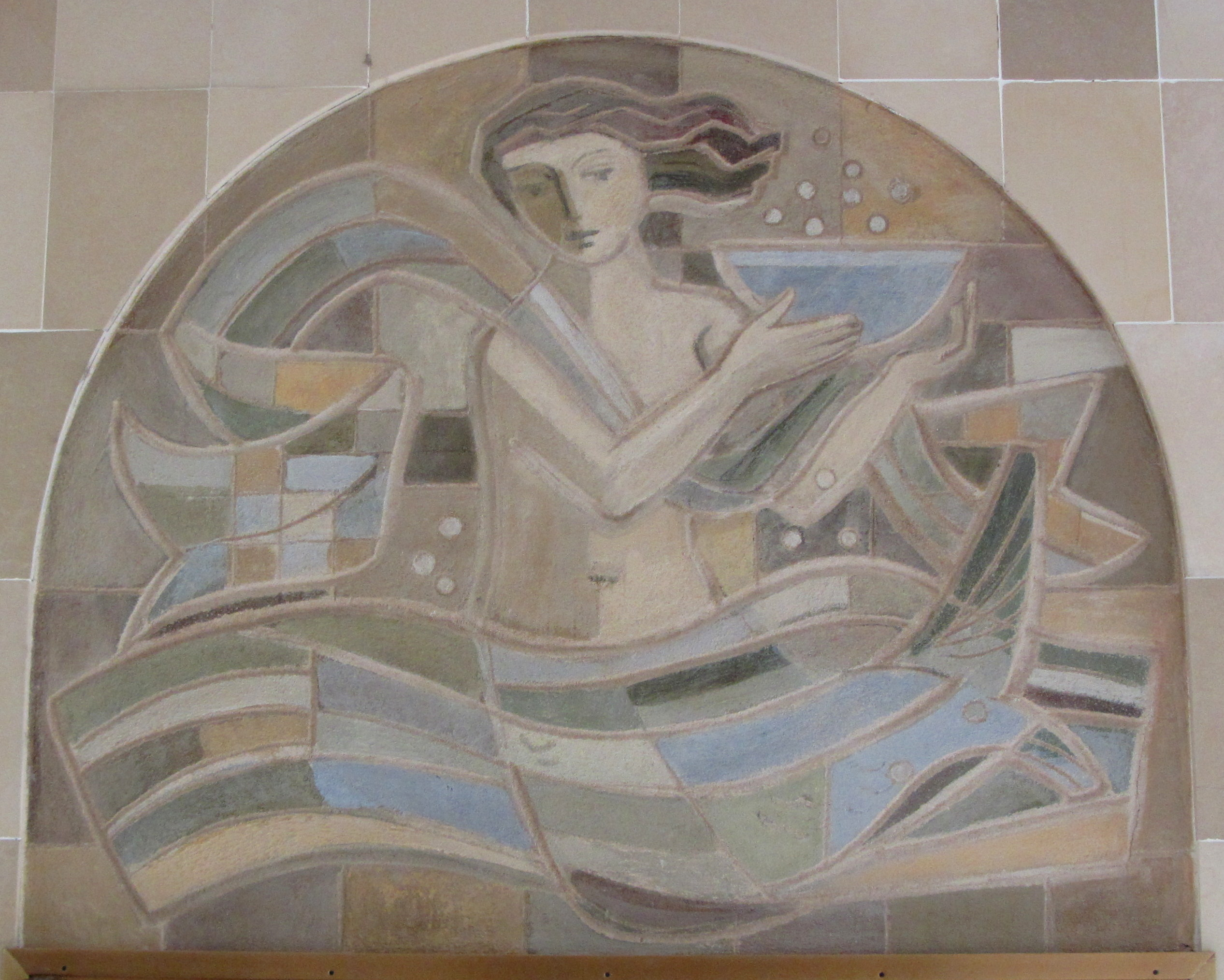
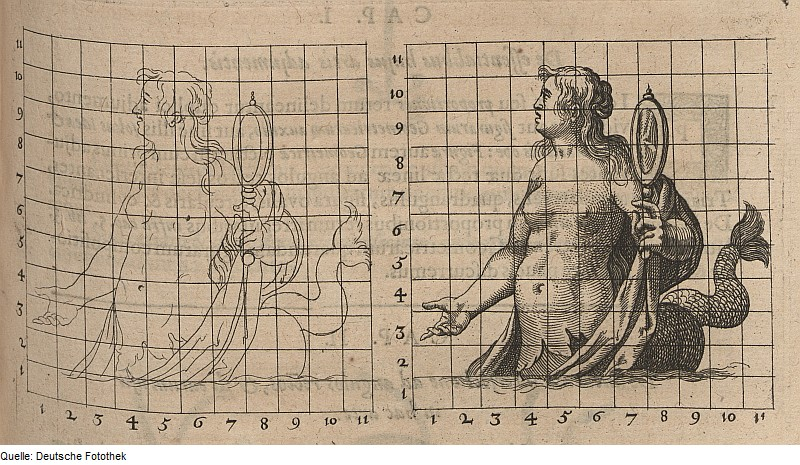
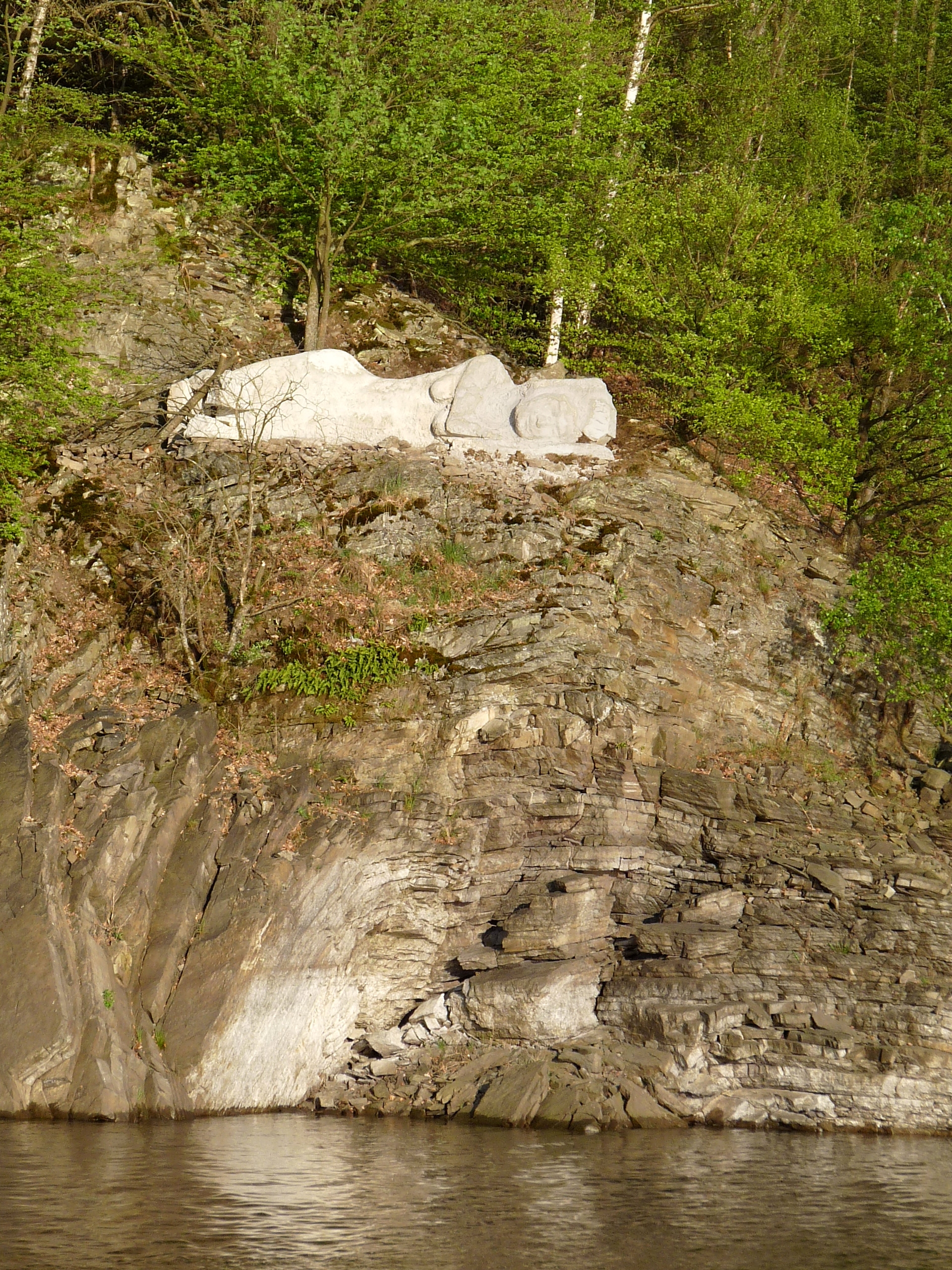
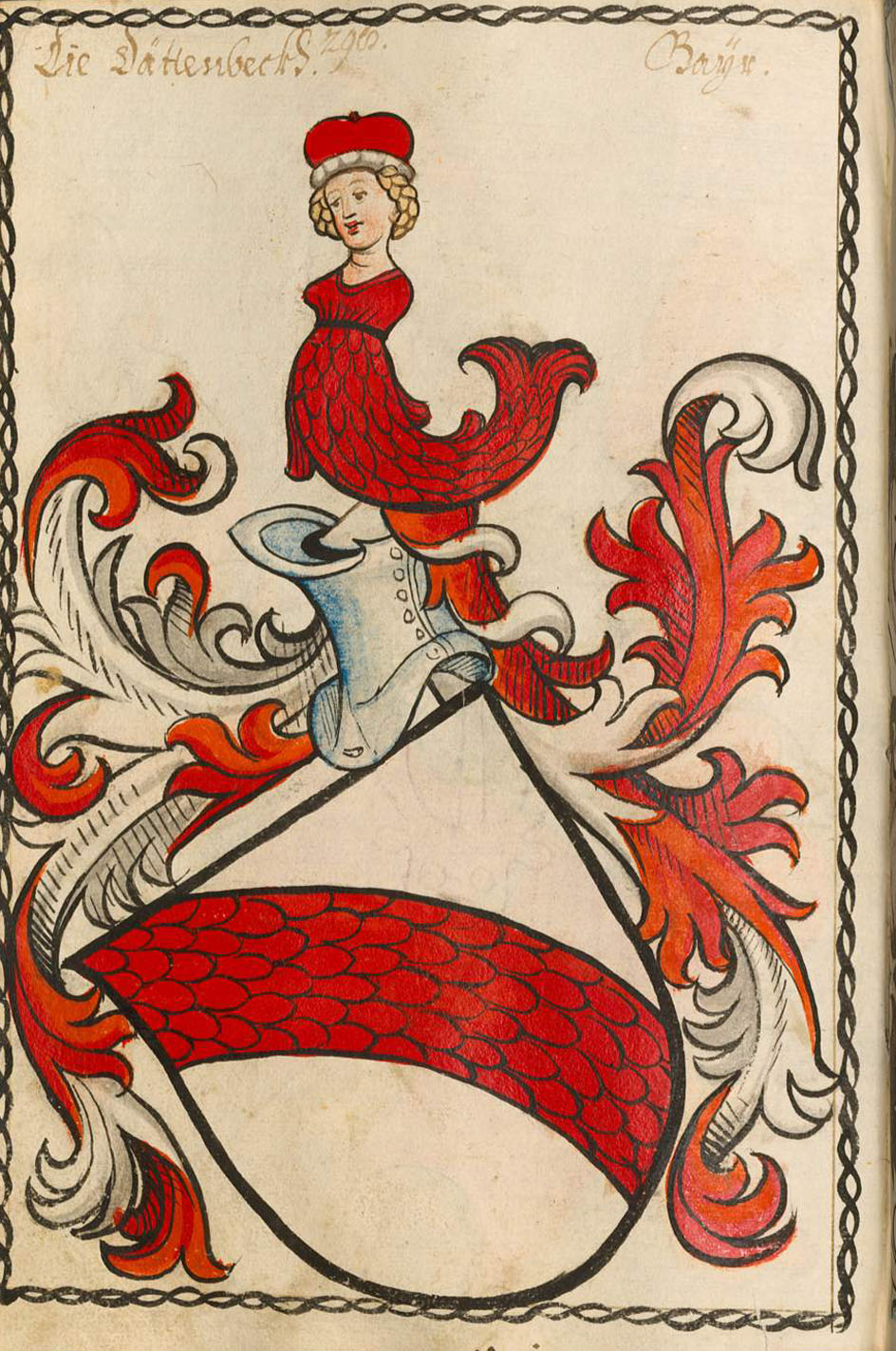
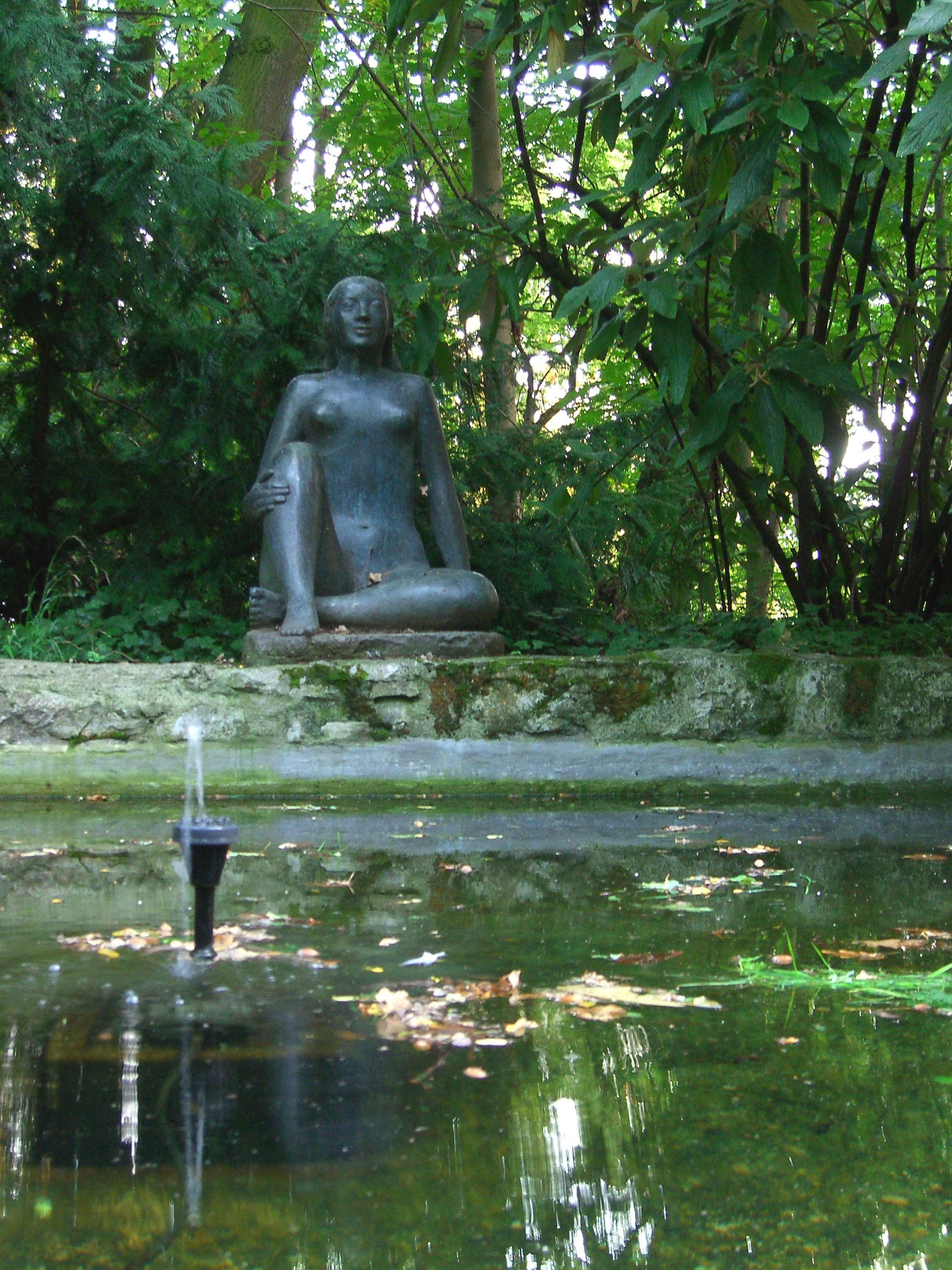
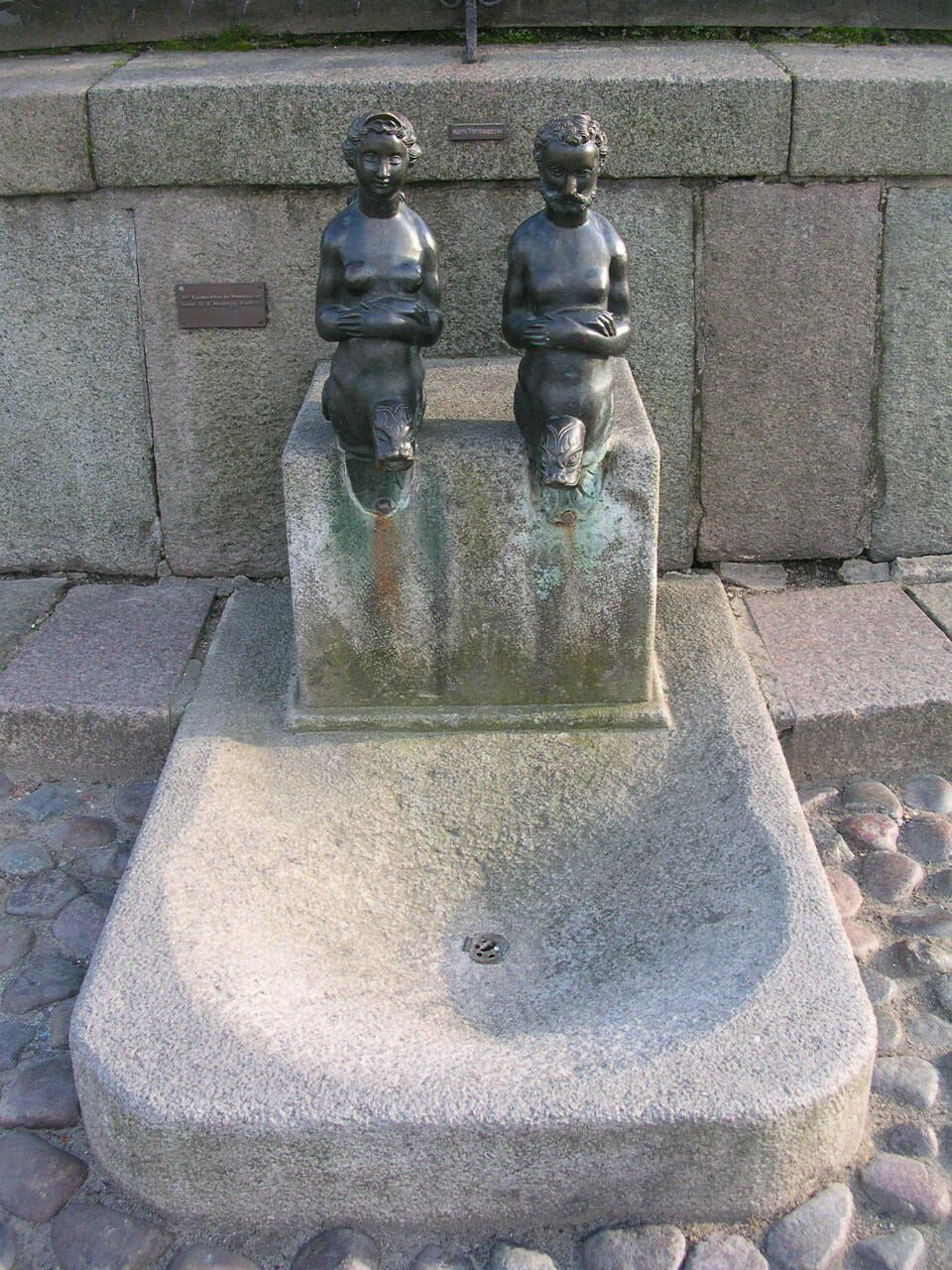
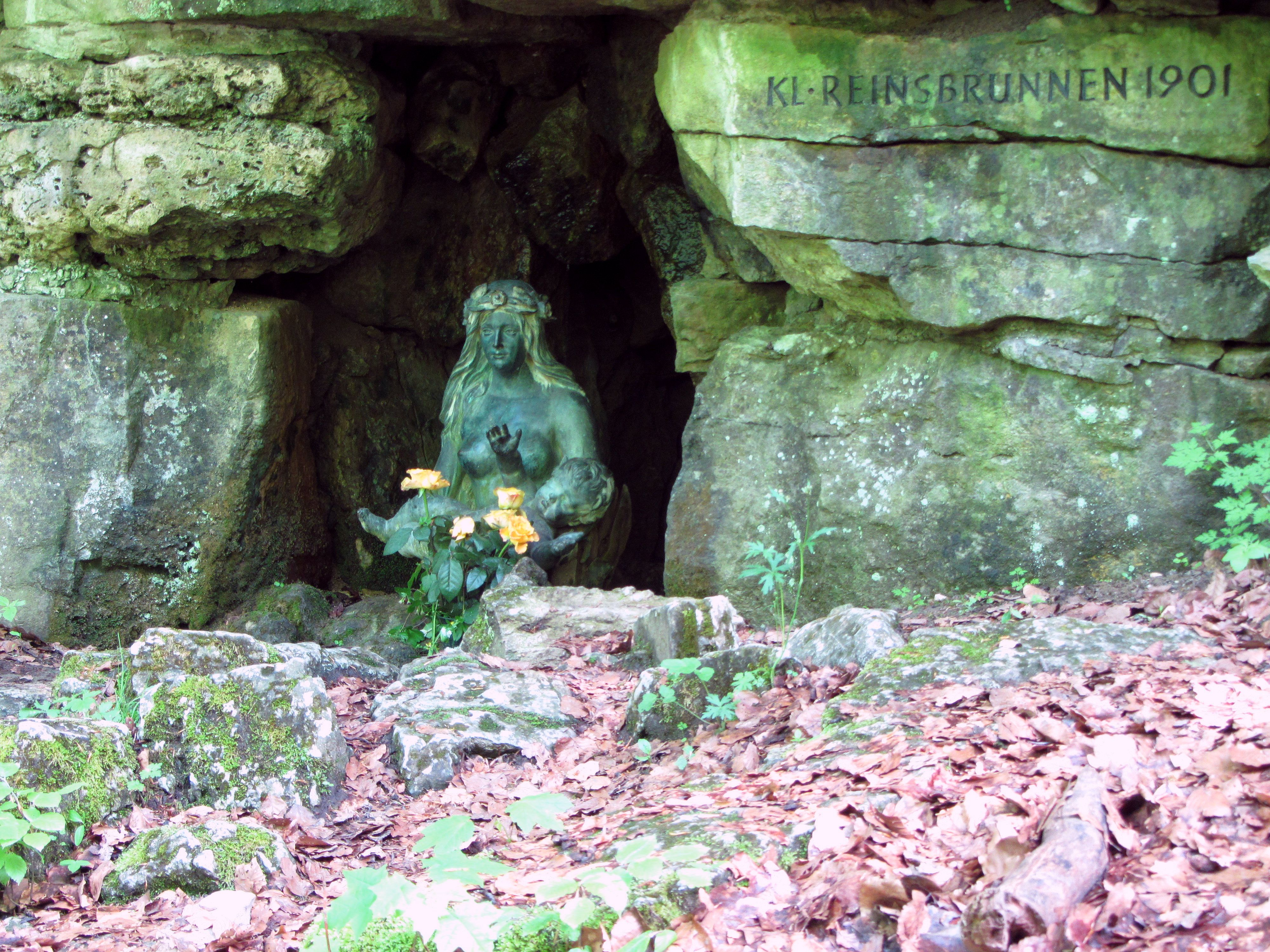
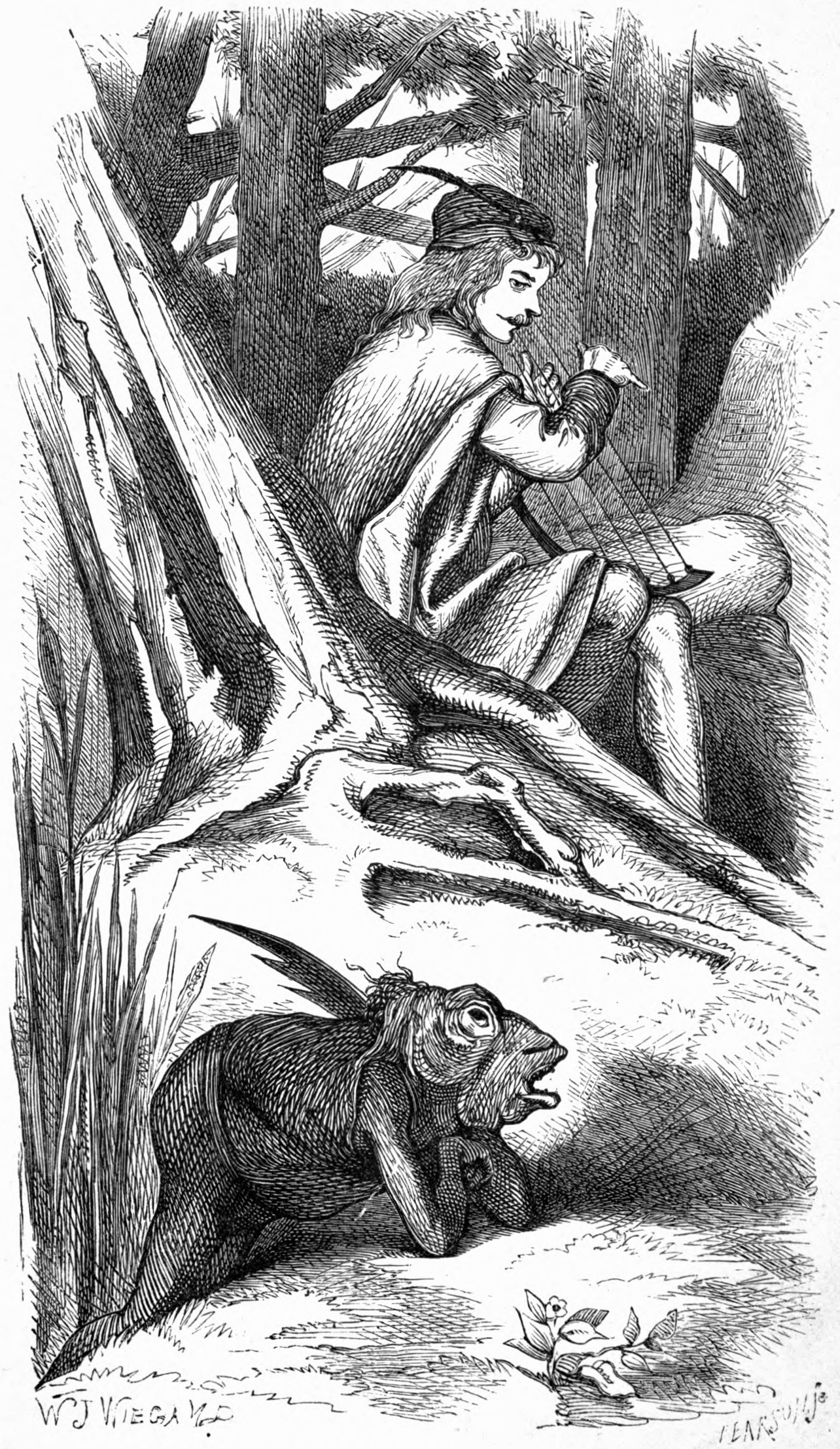
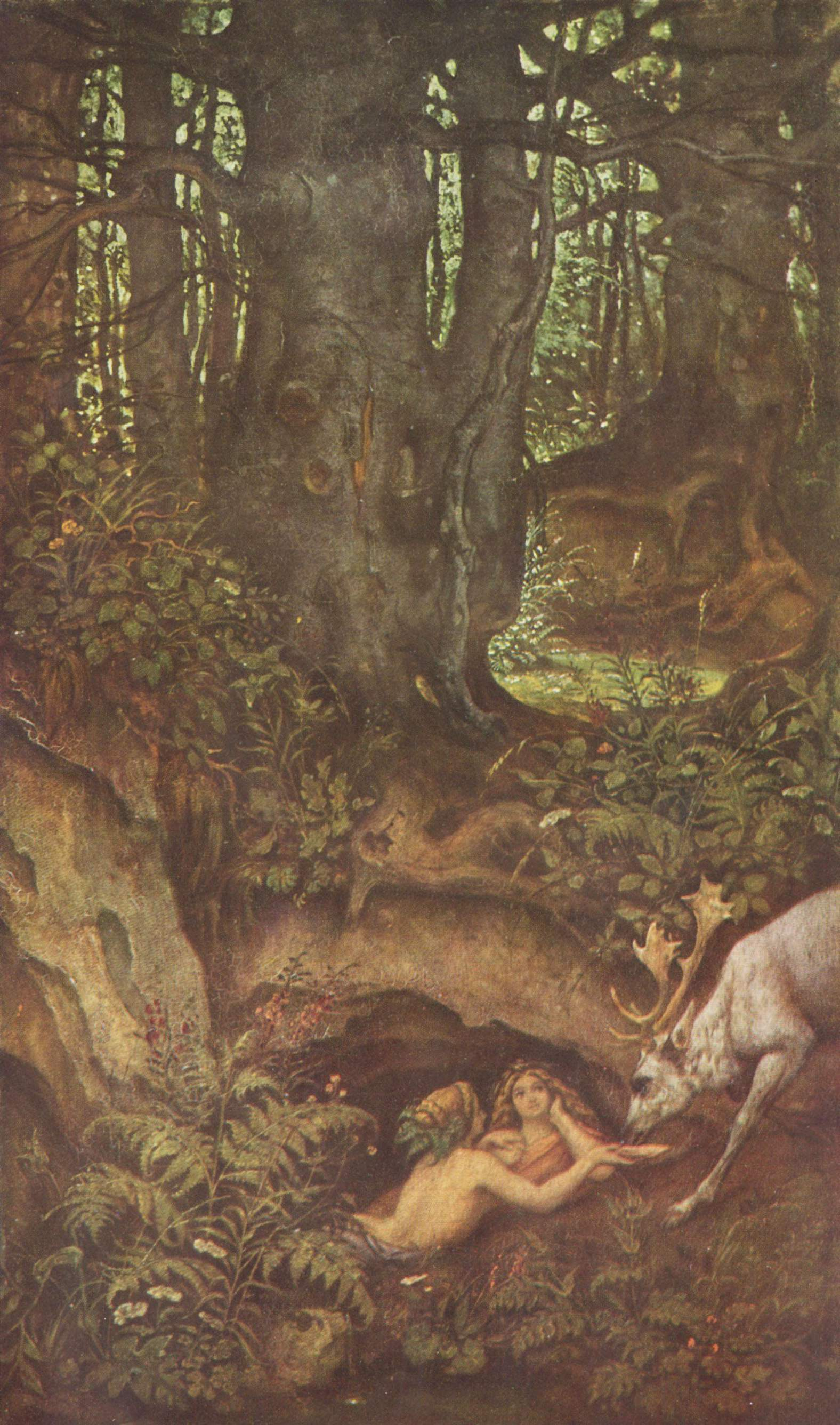